# Hillia wurdackii
Hillia wurdackii är en måreväxtart som beskrevs av Julian Alfred Steyermark. Hillia wurdackii ingår i släktet Hillia och familjen måreväxter. Inga underarter finns listade i Catalogue of Life.